# Peter Cosgrove
Peter John Cosgrove (Sídney, 28 de julio de 1947) es un militar retirado australiano, que se destacó por ser comandante de la coalición de las fuerzas de paz en Timor Oriental conocida como Fuerza Internacional de Timor Oriental (Interfet). El 28 de marzo de 2014 fue nombrado gobernador general de Australia, sucediendo a Quentin Bryce.

## Biografía
Hijo de un militar, se graduó en el Royal Military College de Duntroon, en 1968. Fue enviado a Malasia como teniente en el I Batallón, Real Regimiento Australiano (RAR). Poco después, fue a la Guerra de Vietnam con el 9 RAR. Allí comandó un pelotón de infantería y fue galardonado con la Cruz Militar por su actuación durante un asalto a las posiciones enemigas.
En los años siguientes fue instructor en el Centro de Infantería; fue promovido al mando 1 del RAR; llevó a cabo la responsabilidad con los recursos humanos , y pasó períodos en los Estados Unidos, Gran Bretaña y la India. En 1990 fue director de Infantería y Comandante del Palacio del Infantado. En 1997 se completó un círculo cuando se convirtió en comandante en Duntroon.
En 1999, el general se convirtió en una figura nacional al ser nombrado comandante de la Interfet, responsable de supervisar la transición de Timor Oriental a la independencia. Con el gran despliegue de tropas australianas, y una considerable incertidumbre sobre el resultado, fue un período de tensión durante el que combinó su papel de soldado con el de diplomático. 
Después de Timor, donde se había ganado el respeto de colegas australianos, Timor Oriental y la comunidad internacional, fue ascendido y nombrado jefe del Ejército. A ello siguió en 2002 llegó a general y a Jefe de las Fuerzas de Defensa. Su propio hijo soldado resultó levemente herido en la guerra de Irak en 2005.
Se retiró del ejército en 2005.